# Josef Walter
Josef Walter (Suiza, 1 de diciembre de 1901) fue un gimnasta artístico suizo, especialista en la prueba de suelo con la que consiguió ser subcampeón olímpico en Berlín 1936.

## Carrera deportiva
En los JJ. OO. de Berlín 1936 ganó la medalla de plata en el concurso por equipos, tras Alemania y por delante de Finlandia, y siendo sus compañeros de equipo: Albert Bachmann, Walter Beck, Eugen Mack, Georges Miez, Michael Reusch, Eduard Steinemann y Walter Bach. Asimismo consiguió la plata en suelo, tras su compatriota Georges Miez (oro) y por delante de otro suizo Eugene Mack y un alemán Konrad Frey, estos dos últimos empatados con la medalla de bronce.